# عروسی
عَروسی، سور، پیوگانی مراسمی سنتی یا آیینی است که طی آن آغاز یک ازدواج و زندگی مشترک یک زوج جشن گرفته می‌شود. این مراسم در کشورها و فرهنگ‌ها، ادیان و مذاهب، گروه‌های قومی و حتی طبقات اجتماعی گوناگون، به اشکال مختلفی برگزار می‌گردد.
در ایران عروسی‌ها اغلب با موسیقی سبک پاپ و موسیقی فولکلور مختص به هر منطقه و فرهنگ، برگزار می‌شود و کمتر عروسی در ایران از سبک‌های موزیک تخصصی برای جشن‌ها و عروسی‌ها مانند ترنس، هاوس، هارد ترنس، ریمیکس و… استفاده می‌شود.
جشن عروسی از مبحث کارکردی ازدواج جدا بوده و بخش قانونی و کارکردی ازدواج در کشورهای گوناگون، معمولاً در دفاتر قانونی انجام می‌شود.

## تاریخچه

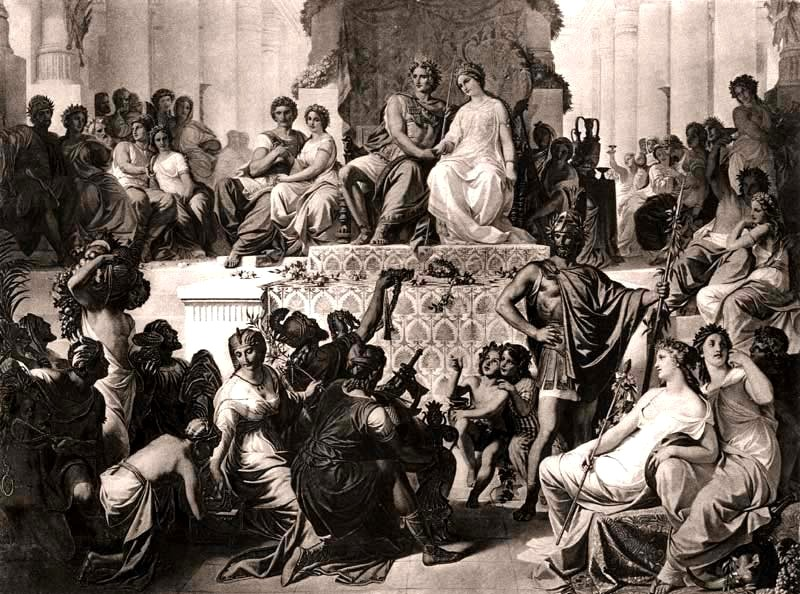
ازدواج اسکندر در ایران

برگزاری جشن برای عروسی ریشه در اعماق پیش از تاریخ دارد. در انجیل از معجزه عیسی در یک مراسم جشن عروسی در روستای قانا به تفصیل سخن گفته شده‌است.
در ایران نیز جشن عروسی پیر شالیار که ریشه‌های کهن اساطیری دارد، هنوز همه ساله در سالگرد ازدواج وی در مناطقی از کردستان گرامی داشته می‌شود. همچنین در مونیخ از سال ۱۸۱۰ میلادی، جشن اکتبر با مناسبت مشابهی هرساله برپا داشته می‌شود.

## رسوم مشترک جهانی

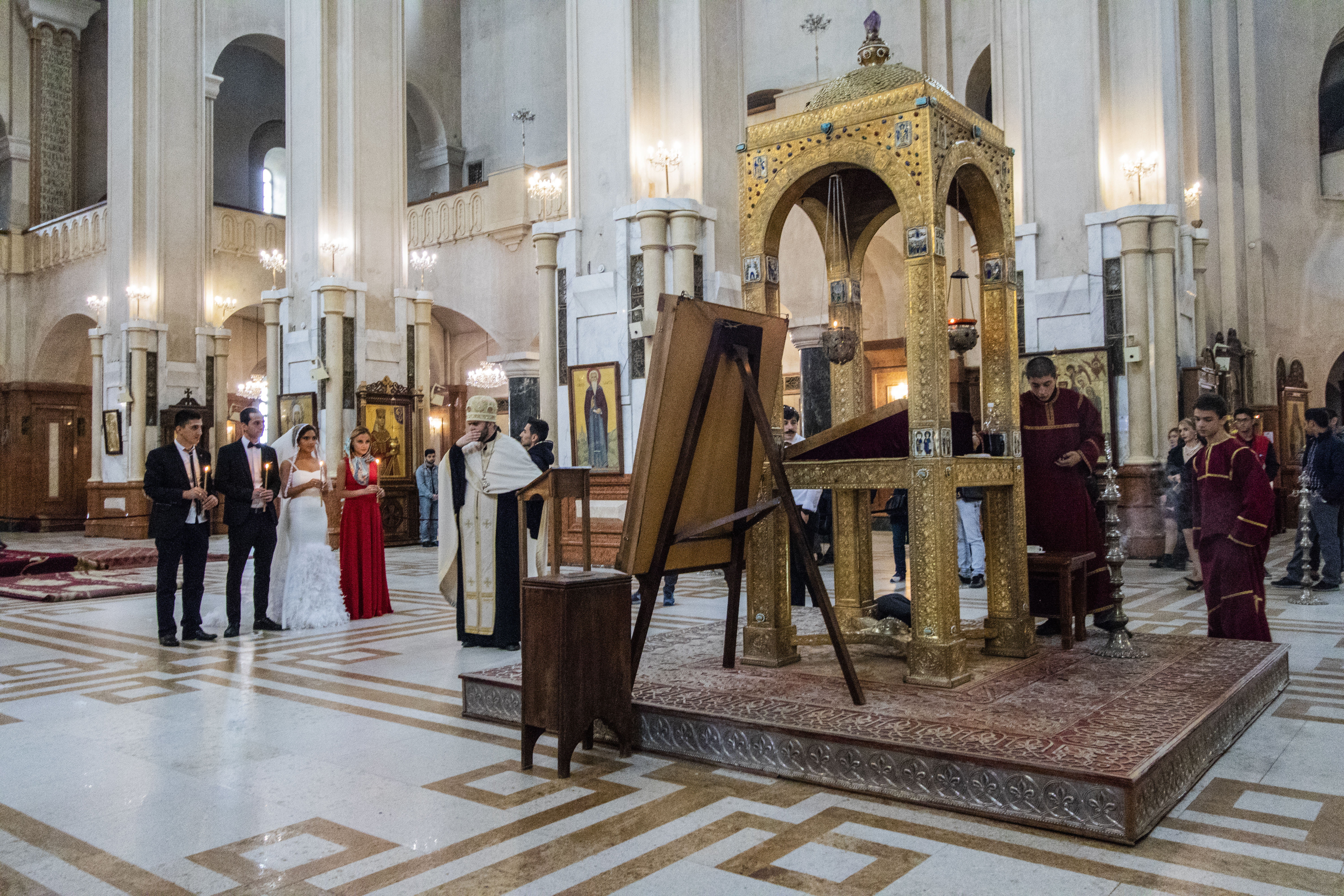
یک مراسم عروسی در کلیسای سامبا در تفلیس پایتخت گرجستان

تاریخچه برخی از رسوم در جشن عروسی، به پیش از تاریخ می‌رسد. این‌گونه از رسوم، در فرهنگ بسیاری از ملل جهان مشترک است. تبادل حلقه ازدواج، تبادل پول (مهریه و شیربها و مانند آن)، هدیه دادن گل، میهمانی در شب عروسی (ولیمه)، موسیقی، شعرخوانی، دعا و خواندن کتب مقدس (مانند اوستا) در فرهنگ ملل گوناگون به شکل‌های مختلف و با جزئیاتی متفاوت وجود دارد. برخی دیگر از رسوم، مانند رقص عروس و داماد یا بریدن کیک، اگرچه در برخی از فرهنگ‌ها مشابهند، ولی در تمامی فرهنگ‌ها وجود ندارند.

## لباس عروس

لباس عروسی ثریا اسفندیاری هنگام ازدواج با محمدرضا پهلوی کاری از کریستین دیور

لباس عروس همواره در طول تاریخ اهمیت فراوانی داشته‌است. همه عروس‌ها، مایل بودند زیباتر به نظر برسند. گاهی جواهرات نصب شده بر لباس عروس از لباس وی پراهمیت تر بوده‌است و لباس عروس چنان با جواهرات پوشیده می‌شد، که فقط جواهرات به چشم می‌آمد. زیاده روی در این کار باعث شد تا در قرن پانزدهم میلادی در انگلستان، شاهزاده مارگریت مجبور شود به دلیل سنگینی لباسش، برای راه رفتن از دو همراه کمک بگیرد.
رسم پوشیدن لباس عروس به رنگ سفید، به انگلستان در دوره ملکه ویکتوریا بازمی‌گردد. با وجود فراگیر شدن رنگ سفید در برخی از کشورها، بسیاری از ملل همچون هندیان ترجیح می‌دهند با لباس رنگی و ملی خود مراسم عروسی را بجا آورند.

## عروسی در مذاهب

### یهودیان

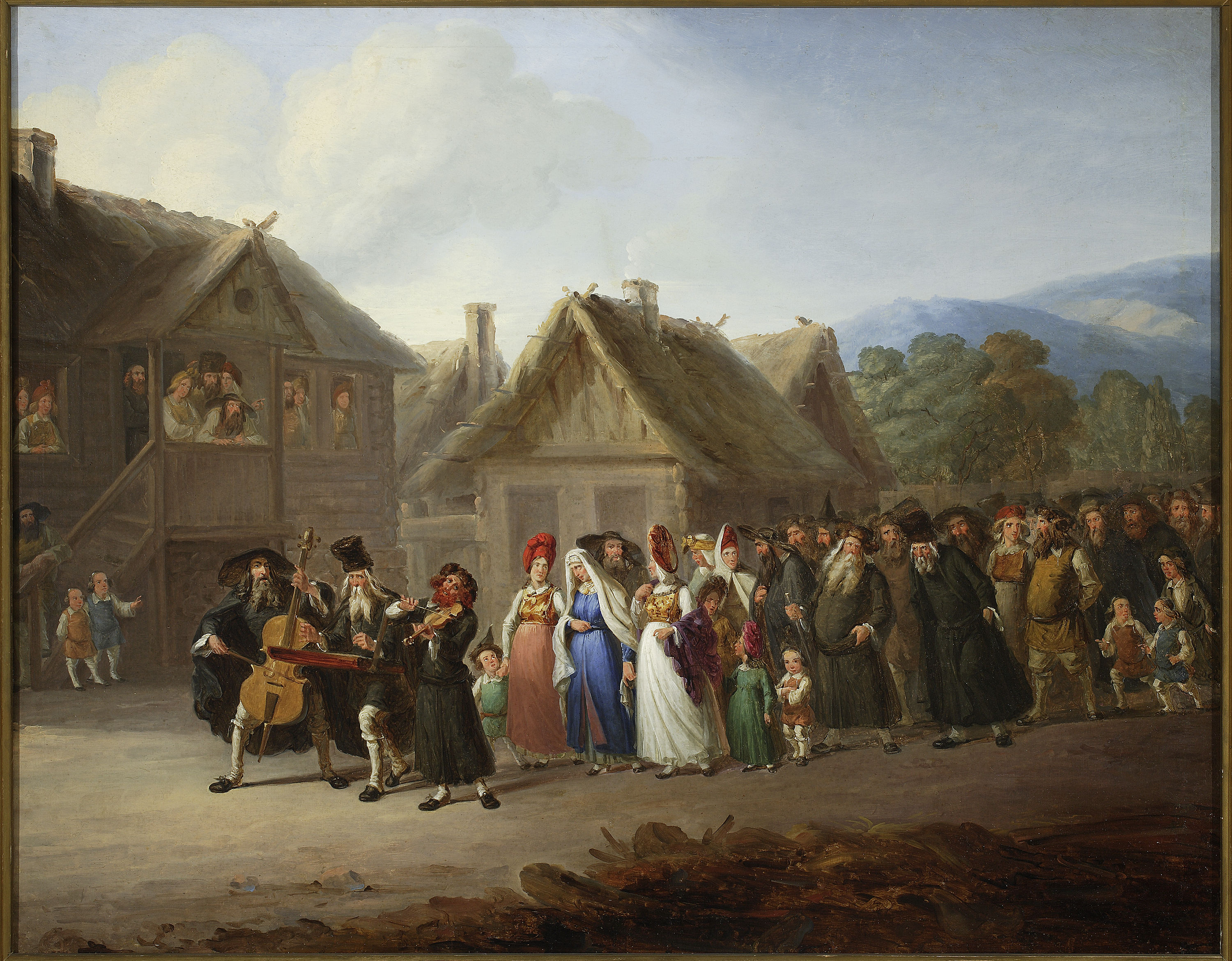
تابلو عروسی یهودیان در موزه ورشو، لهستان

کارت دعوت عروسی یهودیان دو زبانه است. یک زبان انگلیسی و زبان دیگر عبری است. بعضی افراد در کارت دعوتشان، جملاتی از تلمود و تورا درج می‌کنند.
- در رابطه با آداب مراسم عروسی یهودیان باید گفت که در هنگام خواندن خطبه عقد، عروس خانم و آقای داماد به زیر سایبانی به اسم چوپاه می‌ایستند. در زیر چوپاه، نباید عروس و داماد هیچ گونه زیور آلاتی داشته باشند.
- در طول مراسم، خطبه‌ای به نام کتوباه با صدای بلند خوانده می‌شود. این خطبه قراردادی است که در آن وظایف آقای داماد بیان می‌شود و این از دیگر آداب مراسم عروسی یهودیان است.
- عروس خانم ۷ مرتبه به دور آقای داماد گشته و سپس سمت راست او می‌ایستد.
- گفتنی است که در مراسم عروسی یهودیان رد و بدل نمودن حلقه، ازدواج را رسمی می‌نماید. داماد در مراسم، حلقه را به دست عروس خانم می‌کند. در مقابل عروس نیز اگر بخواهد حلقه را به دست آقای داماد بکند باید این کار را پس از مراسم انجام بدهد.
- آقای داماد و عروس خانم، یک لیوان شیشه‌ای را داخل پارچهای می‌گذارند و سپس آن را با ضربات پا خرد می‌کنند. این کار آن‌ها می‌تواند چند معنا داشته باشد.

یک معنای آن می‌تواند این باشد که ازدواج نیز مانند شادی، غم خواهد داشت. معنای دیگر آن این است که با این کار، تعهد می‌دهند که در سختی‌های زندگی کنار هم باشند. مراسم عروسی یهودیان با شکستن لیوان یا جام پایان می‌یابد.
- پس از مراسم، برنامه رقص، موسیقی و غذا برگزار می‌گردد. مادر عروس تاج گلی بر سر داشته و دخترانش به دور او می‌رقصند. پدر بزرگ و پدر عروس نیز می‌رقصند. سپس با بستن کمربندی خاص، مردان یهودی نیز می‌رقصند. در پایان نیز عروس خانم و آقای داماد نیز با یکدیگر می‌رقصند.

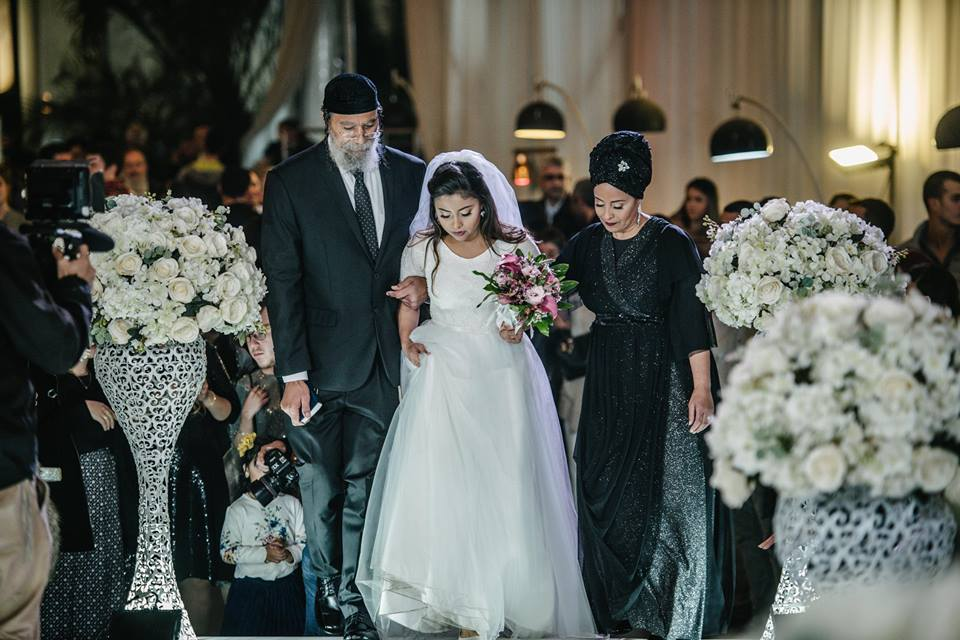
عروسی یهودیان در اسرائیل

والدین عروس خانم و آقای داماد نیز در ازدواج فرزند آخرشان می‌رقصند. میهمانان، عروس خانم و آقای داماد را که به روی صندلی نشسته‌اند را از زمین بلند نموده و به سمت بالا می‌برند.
میهمانان با گرفتن دست‌های یکدیگر، حلقه‌ای تشکیل داده و با پای چپ جلو آمده و با پای راست به عقب می‌روند. این رقص، میان یهودیان مرسوم است. میهمانان به دور عروس چرخیده و برایش آواز می‌خوانند. آن‌ها با این کار عروس را شاد می‌کنند.
مراسم شام نیز به این صورت است که داماد نانی را با تخم مرغ تهیه می‌کند. بعضی از عروس و دامادها، تکه‌های خرد شده‌ای از آن را بر سر میزهای میهمانان می‌برند. آن‌ها با این کار به میهمانان خوش آمدگویی می‌کنند.
- عروس خانم و آقای داماد شمع روشن می‌سازند.[۲۲]

### زرتشت
در آئین زرتشتیان ایران، مراسم عقد و عروسی هم‌زمان برگزار شده و گاه به آن «انجمن» می‌گویند.

### اسلام

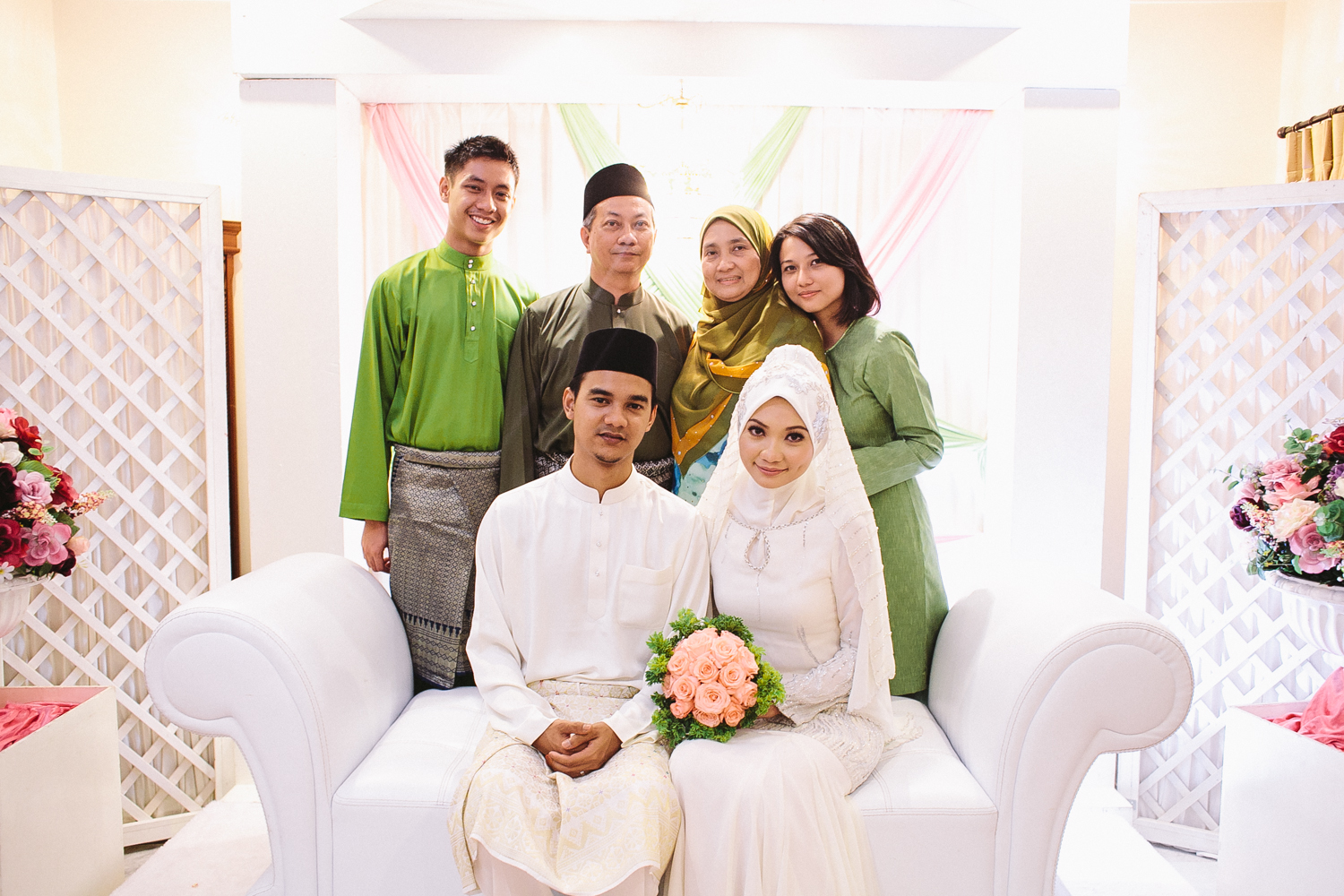

در همه ادیان مسئله عروسی مهم و با ارزش شمرده شده‌است یکی از رسم‌ها و سنت‌های اسلامی در مراسم عروسی «ولیمه دادن» است؛ ولیمه دادن یعنی دعوت عده‌ای از مؤمنین و ارحام و همسایگان و فقرا به میهمانی صرف غذا. محمد ابن عبدالله پیامبر مسلمانان در این باره می‌گوید:
ولیمه در پنج مورد است: ازدواج، تولد فرزند، ختنه، خرید منزل، مراجعت از مکه معظمه.
این رسم بقدری مورد توجه پیامبر اسلام است که در مراسم عروسی علی بن ابیطالب و فاطمه زهرا برآن تأکید کرد و روایت‌های بسیاری در مورد تهیه آن ولیمه وجود دارد که همگی بر ساده بودن آن صحه می‌گذارند.
برخی از مسلمانان جهان، روز اول ذیحجه سالروز عروسی علی بن ابیطالب و فاطمه زهرا را گرامی می‌دارند.

## عروسی گروهی
گاهی برخی از جشن‌های عروسی به صورت مشترک برگزار می‌شود؛ مثلاً عروسی دو برادر یا عروسی دو خواهر یا حتی دو دوست با همسرانشان. در فیلیپین چنین ازدواج‌هایی بدیمن تلقی می‌شوند.
شاید بزرگ‌ترین جشن عروسی دنیا از این نوع، عروسی‌ای باشد که اکتبر ۲۰۰۹، در حیاط دانشگاهی واقع در در نزدیکی سئول، پایتخت کره جنوبی برگزار شد. در این مراسم بیش از بیست هزار عروس و داماد از کشورهای مختلف جهان، آغاز زندگی مشترک خود را به صورت گروهی جشن گرفتند. هم‌زمان با این مراسم، در آئینی مشابه در ایران، دوازده هزار زوج ایرانی نیز زندگی مشترک خود را جشن گرفته‌اند.

## عروسی‌های خاص
امروزه برخی از زوج‌ها، مایلند مراسم عروسی خود را در مکان‌های عجیبی مانند توالت عمومی، معدن، داخل بلدوزر، در آسمان و حتی در فضا برگزار کنند.

## فیلم و عکس

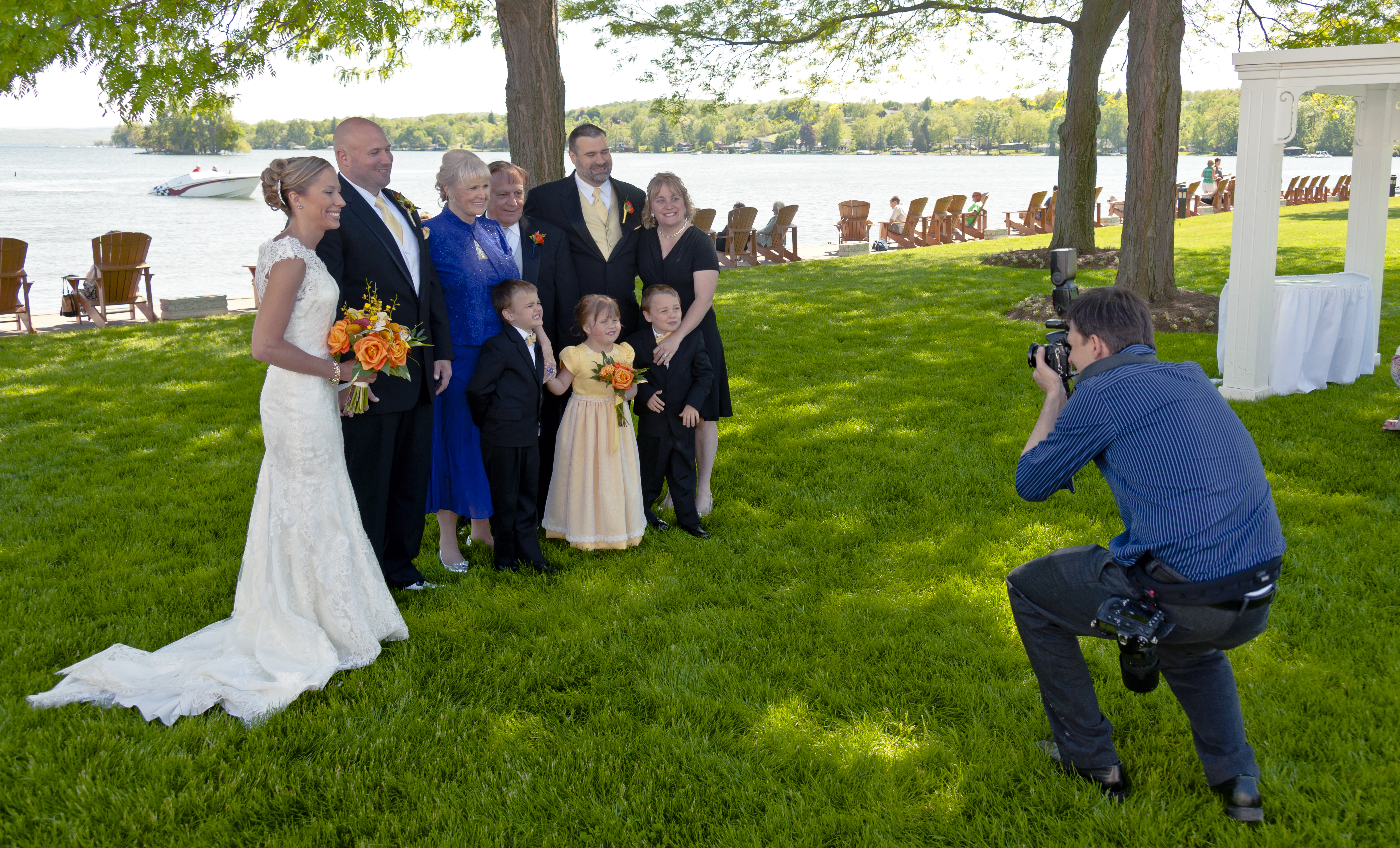
یک عکاس درحال عکس گرفتن از عروس و داماد و خانوادهٔ آن‌ها

در فیلم و عکس عروسی به عکاسی و فیلمبرداری از عروس و داماد و میهمانان می‌پردازند. در سال ۱۳۱۹ فیلم جشن عروسی محمدرضا پهلوی و پرنسس فوزیه، به مدت سه روز در سینماهای تهران اکران گردید.

## عروسی در ایران

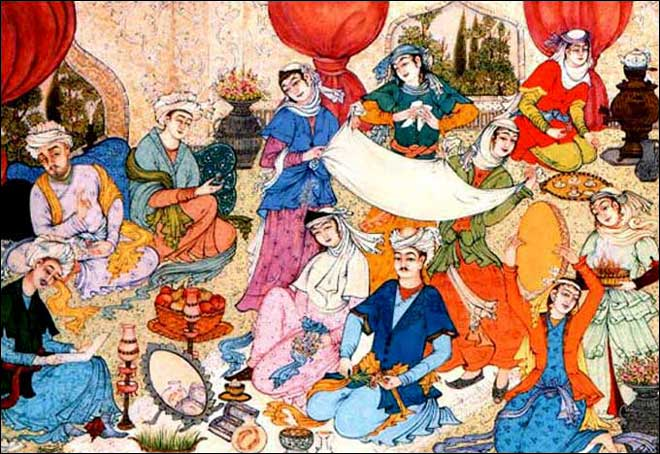
عروسی ایرانی در یک تابلوی نگارگری ایرانی

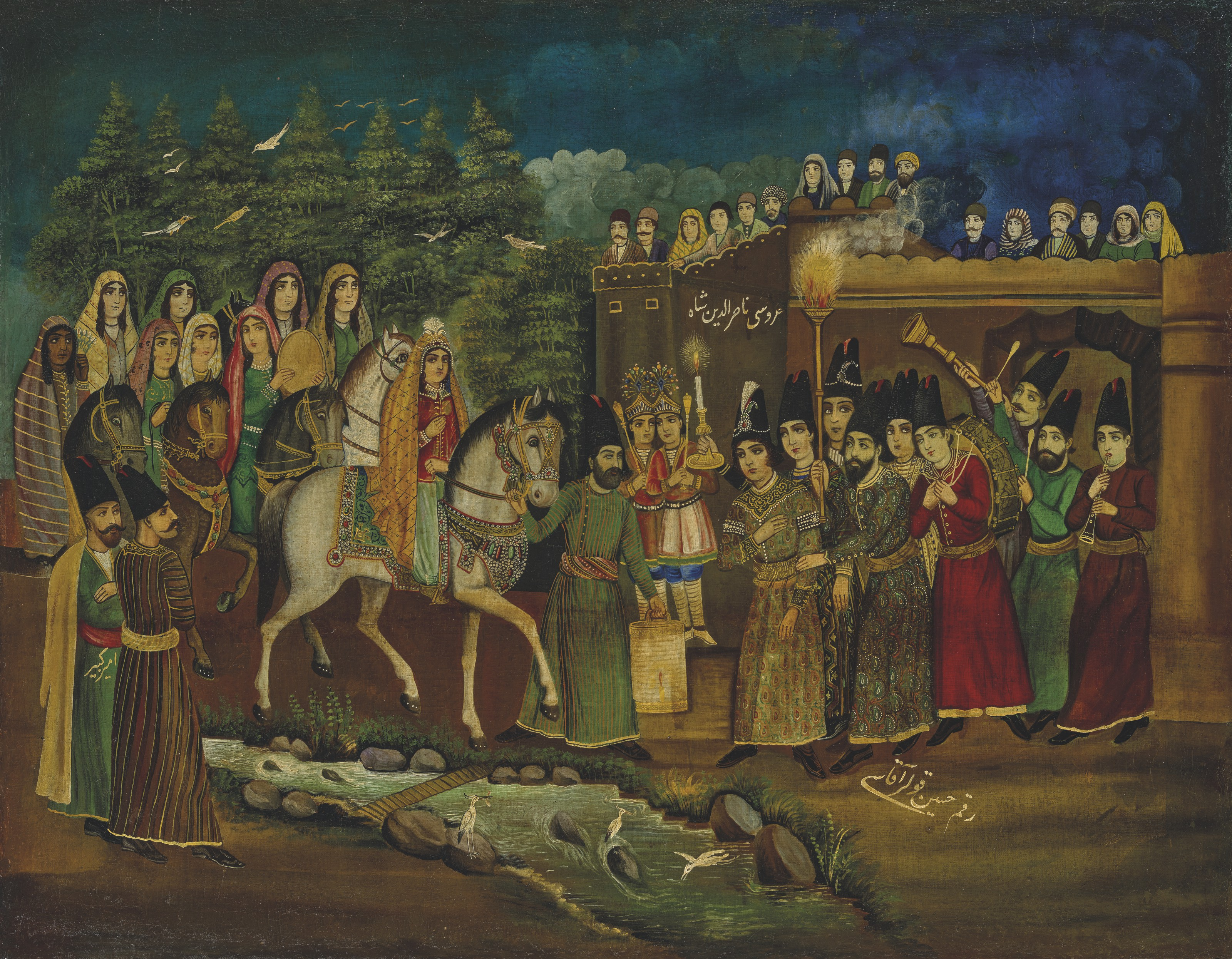
عروسی ناصرالدین شاه

عروسی در ایران، یکی از بخش‌های فرایند ازدواج در ایران است. این فرایند می‌تواند شامل رسوم زیادی همچون خواستگاری، بله بران، شیرینی خوران، مهر بران، نامزدی، عقد کنان، جشن عقد، جهاز بران، حنابندان و زفاف باشد. عروسی مرحله ماقبل زفاف بوده و معمولاً زفاف در همان شب عروسی رخ داده و پایانی است بر این فرایند. گاه زفاف تا سه روز پس از عروسی به طول می‌انجامید. در ایران معمولاً هزینه‌های جشن عروسی بر عهده داماد بوده و قالبا هزینه جهیزیه و خلعتی برعهده خانواده عروس است. جهیزیه در عروسی ایرانی به سرویس کاملی از لوازم منزل گفته می‌شود که خانواده عروس از مدت‌ها پیش از ازدواج دخترشان به خرید جمع‌آوری آن می‌پردازند. دیرینه‌ترین اجزاء جهیزیه ایرانی آینه، شمعدان و یک جلد قرآن است که از دیرباز در این سرزمین به صورت فرهنگ درآمده و رواج داشته‌است. امروزه با پیشرفت تکنولوژی اقلام بسیار زیادی از لوازم خانگی خصوصاً لوازم الکترونیکی، به لیست جهیزیه ایرانی اضافه شده‌اند که هر خانواده بنا به بودجه اش، همه یا بخشی از آنها را تهیه می‌کند.

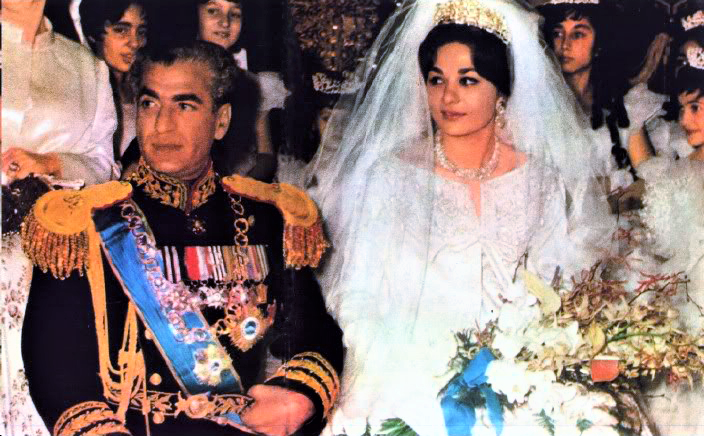
عروسی محمدرضا شاه و فرح پهلوی

در برخی از مناطق ایران رسومی متفاوت با آنچه ذکر شد نیز وجود دارد، در این رسوم داماد، کل یا بخشی از هزینه جهیزیه را تأمین می‌کند یا کل یا بخشی از جهیزیه را خریداری می‌کند. در برخی از مناطق ایران و بیشتر در مناطق شمالی این کشور، رسم بر این است که چند روز قبل داماد و عروس به صورت مجزا مراسم برگزار می‌کنند. به این صورت که داماد با اقوام خود مراسم می‌گیرد و عروس با اقوام خود و سپس در روز پایانی، خانواده‌ها با هم یکی می‌شوند و داماد، عروس را با خود به منزل می‌برد.
یکی از سنتی‌ترین نمادهای مراسم عقد یا عروسی ایرانی‌ها، سفرهٔ عقد آن‌ها می‌باشد. این سفره که بیشتر در زمان خواندن صیغه یا خطبه محرمیت، پهن می‌شود در بیشتر مناطق ایران رایج است. این سفره با نمادهایی که درون خود دارد، آئین‌ها و محتوای خاصی را به نمایش می‌گذارد که هر کدام، به فرهنگ باستانی ایران زمین بر می‌گردد.

## برنامه‌ریزی برای جشن عروسی
هزینه‌های ازدواج برای پسران به جز خرید گل و شیرینی مراسم خواستگاری، از آنجا شروع می‌شود که مراسم بله برون برپا خواهد شد که در این مراسم باید داماد و خانواده داماد هزینه‌های آن را متقبل شوند، منظور از نام بردن خانواده داماد به این دلیل است که بین هزینه‌های اکثر جوانان با درآمد آن‌ها تناسب وجود ندارد و خانواده‌ها در این زمان به کمک داماد و عروس می‌آیند، هزینه‌های ازدواج بیش از درآمد یک فرد است.

## نگارخانه

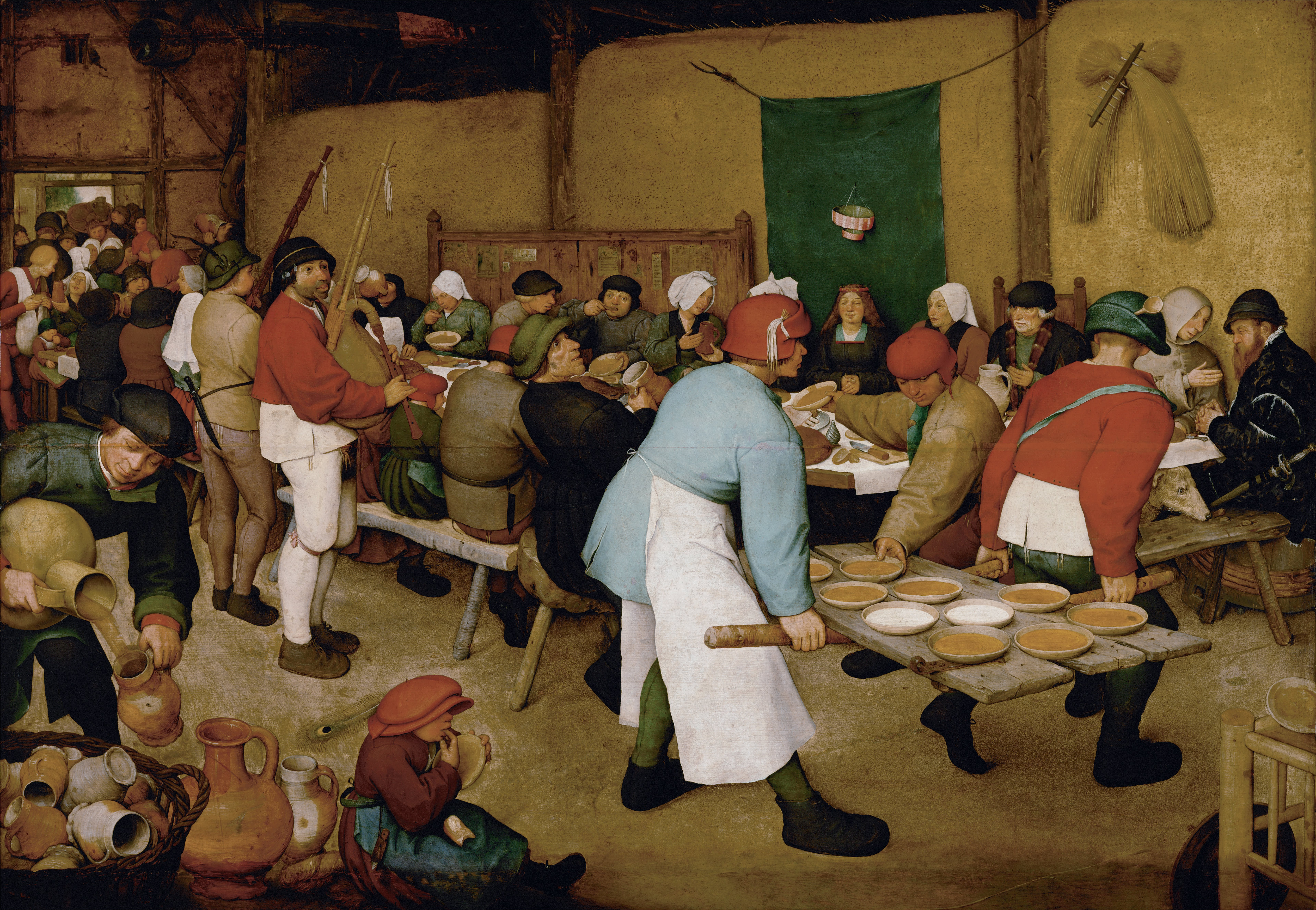
عروسی روستایی، اثر پیتر بروگل مهتر
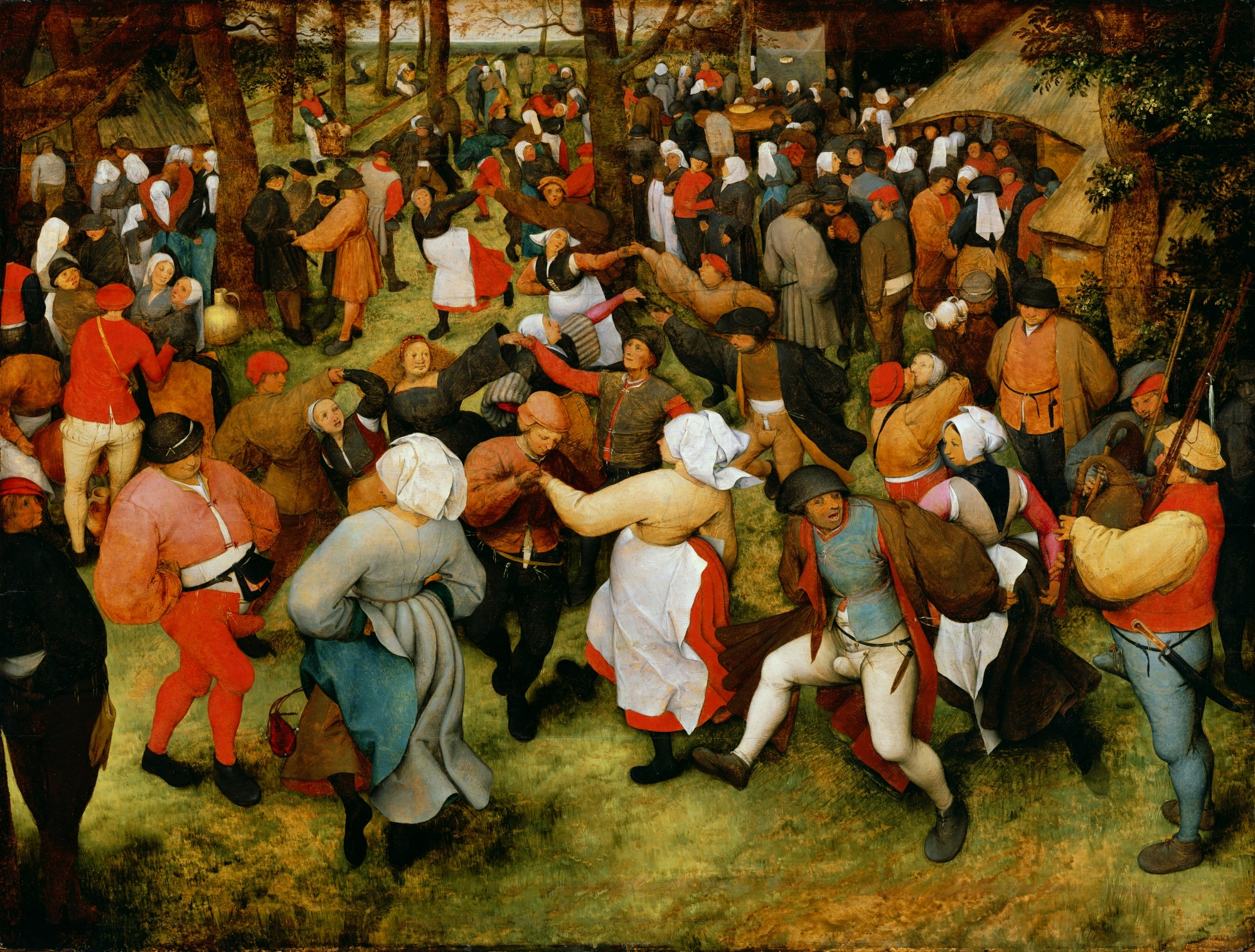
رقص عروسی، اثر پیتر بروگل